# 8 Tage
8 Tage is een Duitse eindtijd-miniserie die is geproduceerd door Sky Deutschland en het productiebedrijf Neuesuper. Stefan Ruzowitzky en Michael Krummenacher werden aangenomen als regisseurs. De serie is bedoeld om te laten zien hoe verschillende mensen omgaan met het naderende einde van de wereld. De hoofdrollen worden gespeeld door Christiane Paul en Mark Waschke. De eerste twee afleveringen werden in februari 2019 vertoond als onderdeel van de Berlinale Series in de sectie Berlinale Special op de 69ste Berlinale. De release op Sky volgde op 1 maart 2019.

## Verhaal
De aarde wordt bedreigd door een planetoïde met een diameter van 60 kilometer, die met een snelheid van 30.000 km / u richting Europa racet en zou toeslaan in La Rochelle in Frankrijk. Pogingen van de Verenigde Staten om atoomraketten te gebruiken om de planetoïde op te blazen of af te leiden van de aarde mislukken. De overlevingskansen in Centraal-Europa zijn nagenoeg nul, waardoor velen op de vlucht slaan, terwijl anderen het naderende einde aanvaarden. De grenzen van Europa zijn afgesloten, grenzend aan landen waar overleven geen vluchtelingen meer zou accepteren. Uitreis naar andere landen is alleen mogelijk met speciale toegangsbeperkingen.
De laatste 8 dagen van sommige acteurs worden gepresenteerd in verschillende met elkaar verweven verhaallijnen. De plaats van actie is voornamelijk Berlijn.
De focus ligt op het koppel Uli en Susanne met hun twee kinderen Leonie en Jonas. De familie probeert via Polen naar Rusland te vluchten, een Poolse ontsnappingshulp helpt de familie en verbergt ze in zijn huis. De jonge zoon van de ontsnappingsassistent probeert Leonie te verkrachten, maar Susanne verhindert haar. In het volgende argument tussen Susanne en de gewapende vrouw van de ontsnappingshelper wordt een schot gelost dat de zoon van de ontsnappingshelper ernstig verwondt. Susanne legt het pistool onder haar controle en schiet de vrouw van de ontsnappingsassistent ermee neer. De ontsnappingshelper vlucht en Susanne en Uli kunnen ook met hun twee kinderen ontsnappen.
Ondertussen probeert Hermann, de broer van Susanne, zijn positie als regeringsadviseur te gebruiken om twee van de felbegeerde stoelen op een evacuatievlucht van de Amerikaanse luchtmacht voor zichzelf en zijn hoogzwangere vriendin Marion te bemachtigen. Na veel telefoontjes lijkt dit te hebben gewerkt, maar op het vliegveld blijkt dat er alleen een stoel voor hem beschikbaar is. Omdat zijn vriendin niet met hem getrouwd is, heeft ze geen plaats. Vanwege haar zwangerschap kreeg ze toch een plaats, maar de actie werd bij het inchecken door de luchtmacht geannuleerd. Niemand zal op deze manier meer worden geëvacueerd.
Klaus, een aannemer, heeft de afgelopen maanden voorzorgsmaatregelen genomen en een bunker gebouwd. Tijdens de bouwfase raakte zijn vrouw echter van hem vervreemd en pleegde zelfmoord. Hun dochter Nora toont geen enkele motivatie om in de bunker te willen overleven, daarom sluit haar vader haar daar op. Nora weet te ontsnappen uit de bunker. Ze duikt onder bij haar vriend Ben en heeft nog een laatste groot feest met hem, vrienden en kennissen. Ben is ernstig ziek en heeft maar een korte levensduur van enkele maanden. Daarom heeft hij een speciale relatie met de aanstaande planetoïde-inslag, omdat hij vanuit zijn oogpunt niet langer alleen hoeft te sterven. Nora's vader houdt niet van de manier waarop hij met Ben omgaat.
De ontsnapping van Susanne en Uli naar het oosten wordt nog steeds gekenmerkt door moeilijkheden. Susanne faalt als ze op een rijdende trein probeert te springen. Leonie springt van de rijdende trein, terwijl Uli en Jonas in de trein blijven. Susanne en Leonie breken hun ontsnapping af en keren terug naar Berlijn. Uli verliest tijdelijk zijn zoon op de reis naar Rusland nadat hij verschillende problemen heeft gehad met Russen die met de trein meegaan en ook verder naar het oosten willen.
Ondertussen verspreidt het nieuws via de media dat de planetoïde niet langer La Rochelle zal raken vanwege de nucleaire raketinslag, maar eerder in Samara, Rusland, vlak bij de grens met westelijk Kazachstan. Zo wordt Centraal-Europa nog steeds getroffen, maar lijkt overleven in bunkers daar nu mogelijk.
Egon, de vader van Susanne en Hermann, woont ook in Berlijn. Hij is weduwe en rouwt om zijn tijd als NVA-officier. Hij heeft een moeilijke relatie met zijn twee kinderen. Als hij op het punt staat zelfmoord te plegen, vindt hij per ongeluk een oude foto van zijn jeugdliefde, die hem kracht lijkt te geven. Flashbacks laten zien hoe hij als jonge soldaat een liefdesrelatie had met een andere soldaat die vervolgens naar West-Duitsland vluchtte. Egon nam voor het eerst in decennia telefonisch contact op. De twee nu erg bejaarde mannen brengen na hun ontmoeting een dag samen door en geven aan elkaar toe dat ze allemaal de grote liefde van hun leven waren. Egons jeugdliefde keert niettemin terug naar zijn vrouw uit loyaliteit, aangezien ze al decennia aan zijn zijde staat. Egon is teleurgesteld, maar maakt van de gelegenheid gebruik om zijn relatie met zijn zoon te verbeteren en hem voor het eerst te vertellen over zijn jeugdliefde. Op de dag voor de botsing maakte hij eindelijk een einde aan zijn leven in zijn oude dienstuniform. Hermann en zijn pasgetrouwde vrouw, Marion, vonden zijn lichaam tijdens een bezoek. Hij verricht een crematie op zee voor de vader.
Voor Hermann en Marion was de situatie al steeds moeilijker geworden. Hermann chanteerde zijn voormalige baas om een plekje in een van de bunkers te krijgen voor hemzelf en zijn hele gezin, inclusief Susanne, Uli en de kinderen. Hij slaagt hierin door de nummers van de identiteitskaarten aan de lijst toe te voegen. Het blijkt dat regeringsfunctionarissen betrokken zijn bij een schandaal. In plaats van bunkers te bouwen, werd geld omgeleid voor persoonlijk gewin. Er zijn daardoor veel minder ruimtes beschikbaar in bunkers en ook Hermann lijkt zichzelf verrijkt te hebben.
Susanne en Leonie zijn terug in Berlijn. Wanneer Leonie met Klaus ’dochter Nora op het feest is, krijgt Susanne bezoek van Deniz, een Berlijnse politieagent van Turkse afkomst met wie ze al heel lang een affaire heeft. Zonder een woord te zeggen, genieten ze van een nacht vol liefde. De volgende ochtend vindt Leonie de vreemdeling in bed en scheurt ze tijdelijk weg van teleurstelling.
Uli keert terug naar Berlijn met zijn herontdekte zoon, zodat het gezin herenigd wordt. Hij weet niets over Susannes affaire en Uli ziet Deniz alleen als politieagent.
In de bunker van Klaus raakte een belangrijk filter beschadigd toen zijn dochter ontsnapte. Hij neemt daarom contact op met zijn vriend Lutz, die ook een bunker heeft gebouwd. Hoewel Lutz het filter op voorraad heeft, wil hij het niet aan Klaus geven. In het gevecht vermoordt Klaus hem en plundert hij wat items uit de bunker van de voormalige vriend. Wanneer twee vrienden van Lutz Klaus verdenken, legt hij de schuld bij Ben, wiens gezelschap hij zijn dochter Nora terugbracht naar zijn bunker, maar niet opgesloten. De vrienden van Klaus en Lutz bestormen het gezelschap van Ben in beschermende pakken met koolzuurblussers. Uiteindelijk schieten ze Ben niet neer met Lutz 'sluipschuttersgeweer, maar Ben's beste vriend stikt.
Susanne, Uli en de twee kinderen hebben inmiddels ontdekt dat er plaatsen in een bunker voor hen klaarstaan. Ze trekken de bunker binnen, die wordt beheerd door de overheid. Blijkbaar is het een happy end voor de familie, maar aangezien een journalist, de zus van Marion, de geheime locaties van het asiel publiceerde, wordt de bunker de eerste dag van buitenaf aangevallen. Soldaten en burgers die geen plaats hebben gekregen, dringen de bunker binnen. De familie ontsnapt, maar veel andere burgers komen om in de gevechten.
De openbare orde is grotendeels ingestort. Er is nauwelijks politie meer, Deniz is de enige officier in zijn kantoor. Er heerst chaos op straat.
In moeilijke tijden proberen mensen ook vast te houden aan religie. Dit is de context waarin Robin, een jonge crimineel die de afgelopen weken in een kerk heeft gehuisvest, zich laat zien. Robin is duidelijk een beetje achterlijk, hij kan niet lezen en schrijven. Zijn naïeve optreden geeft hem echter een sterk charisma. Toen hij toevallig het leven van een drugsverslaafde redde, herkenden omstanders hem als een soort redder en behandelden ze hem als een reïncarnatie van Jezus. Robin vestigde zijn domicilie op een klein oud schip. Leonie is ook gefascineerd door zijn uiterlijk en wordt verliefd op hem. De twee hebben seks in een meer. Uli heeft sindsdien de affaire van Susanne ontdekt. Na de mislukte ontsnapping en de bestormde bunker is dat voor hem in korte tijd weer een dieptepunt. Hij laat echter nauwelijks iets zien en brengt toch een hele fijne dag door thuis bij het gezin. Hij is van plan om het gezin te vermoorden met een vergiftigde lasagne om iedereen te redden van de naderende ondergang. Susanne merkt dit echter tijdig op en gaat met de kinderen het huis uit.
Deniz krijgt een aanbod van Klaus om in zijn bunker te komen als Deniz de wapens aan zijn afdeling overhandigt voor defensiedoeleinden. Deniz voegt zich bij hem en neemt de wapens mee, maar hij geeft zijn principes als politieagent niet op. Kort daarna onthult Klaus dat hij een sadist is die een kleine groep mannen om zich heen heeft verzameld die zichzelf "de overlevenden" noemen. Voor Deniz blijft dit een gemaksgemeenschap, aangezien hij zichtbaar een hekel heeft aan het agressieve en egoïstische gedrag van de zelfbenoemde leider Klaus.
Susanne wil nog niet opgeven. Ze weet ook dat Klaus een bunker heeft. Ze kleedt zich provocerend en drijft haar kinderen naar Klaus om hem te overtuigen iedereen de bunker binnen te laten. Susanne prostitueert zichzelf voor Klaus, maar kan haar afkeer voor hem niet verbergen. Deze situatie leidt ertoe dat Deniz de groep voorgoed verlaat. Klaus vertelt dan Susanne dat alleen zij welkom is in de bunker. Om te voorkomen dat ze ontsnappen, sluit hij ze op in de bunker en jaagt hun twee kinderen weg.
Leonie rent dan naar Robin toe en vraagt hem om hulp. Robin en zijn volgelingen gaan in een soort processie naar Klaus en eisen de vrijlating van Susanne zonder geweld. Klaus verslaat Robin, die zichzelf niet verdedigt, met grote wreedheid, terwijl geen van de mensen om hem heen ingrijpt. De halfslachtige telefoontjes houden Klaus niet tegen terwijl hij zichzelf in een razernij vecht. De manier waarop Robin de klappen opvangt, maakt echter indruk op de omstanders. Terwijl Klaus hem nog steeds slaat, wordt Susanne bevrijd door Nora, de dochter van Klaus. Hierdoor laat Klaus Robin los. Robin keert terug naar zijn schip met zijn volgers en Leonie, met toestemming van haar moeder. Nora verlaat ook geschokt het toneel. Susanne en haar zoon Jonas gaan weer naar huis. De volgende dag verdrijven de andere leden van de "overlevenden" Klaus uit de groep en plunderen ze zijn arsenaal.
Op zoek naar zijn vrouw en kinderen rijdt Uli ook naar het kantoor van Deniz, waar hij hem dronken ontmoet. Uli weet dat Deniz de minnaar van zijn vrouw is. De twee mannen vechten met elkaar, terwijl Uli wordt neergeschoten door Deniz wanneer hij probeert te ontsnappen uit Ulis 'wurggreep. Deniz verbindt zijn wond. Als hij bijkomt, hebben de twee een verhelderend gesprek.
Een paar uur voor de impact komt de situatie voor alle betrokkenen tot een hoogtepunt.
Marion is in het huis van Susanne met Hermann. Marion is aan het bevallen, de bevalling staat voor de deur. Hermann probeert voor zichzelf en Marion plaatsen in een bunker te bemachtigen. Hiervoor bedreigt hij nu zijn voormalige chef, die ook vals speelde in het selectieproces voor de bunkers. Wanneer hij probeert te ontsnappen, schakelt Hermann zijn voormalige meerdere in en laat hem over aan een woedende menigte met de hint dat zij de schuld hebben van het gebrek aan bunkerruimte. Hermann vertelt Marion telefonisch dat hij nu bunkerruimtes heeft en met haar een ontmoetingspunt afspreken. Marion brengt met Susannes hulp het kind ter wereld en brengt de baby kort daarna naar het ontmoetingspunt.
In Klaus 'bunker heeft Klaus nog een ruzie met zijn dochter Nora nadat ze erachter kwam dat haar vader verantwoordelijk was voor het ophangen van Ben. Ze richt een pistool op haar vader, die ook gewapend is. De situatie dreigt te escaleren. Op zoek naar Susanne verschijnt Deniz net op tijd en schiet Klaus in de keel, waarna hij kort daarna sterft.
Hermann heeft de ID van de overleden voormalige overste meegenomen. Dit identiteitsbewijs is de toegangskaart tot de overheidsbunker, maar alleen voor de overleden overste. Na een korte gedachte laat Hermann Marion en zijn pasgeboren baby achter en gaat alleen naar de bunkeringang. Omdat hij er niet uitziet als de foto op de identiteitskaart, brengt hij met een steen ernstige verwondingen aan zijn gezicht toe. Hij slaagt erin om door de toegangscontrole te komen. Ondertussen wacht Marion nog steeds op het besproken ontmoetingspunt, de pasgeboren baby in haar armen. Ze weet niet dat Hermann haar in de steek heeft gelaten.
De planetoïde-impact zal binnen een paar minuten plaatsvinden.
Robin zit met zijn volgelingen op het oude schip, want dit wordt door Robins volgelingen geïnterpreteerd als de weg naar verlossing. Meteen na de start geeft de scheepsmotor het echter op. Robin is er dan ook van overtuigd dat hij te weinig heeft geleden om de zijne te redden. Hij werd vervolgens gekruisigd door zijn volgelingen aan een houten kruis op de schoorsteen van het schip, net als Jezus. Als Leonie hem hiervan probeert af te brengen, wordt ze weggejaagd door Robin's volgelingen en vlucht ze weer naar huis.
Deniz rijdt naar het huis van Susanne, pikt haar en de twee kinderen op en brengt ze naar de bunker van Klaus. De gewonde Uli, die hij daar eerder bracht, wacht daar al op. Deniz neemt voorgoed afscheid van Susanne omdat er voor zichzelf geen plaats is in de bunker. Hiermee bedoelt hij vooral de gezinsstructuur, die hij niet wil vernietigen. Uli, Susanne en hun twee kinderen blijven bij Nora in de bunker. Na veel omwegen is duidelijk dat het gezin een overlevingskans heeft.
Binnen in de overheidsbunker realiseert Hermann zich te laat dat hij een grote fout heeft gemaakt en wil hij terug naar zijn vrouw Marion en zijn baby, maar de bunkerdeuren zijn eindelijk op slot. De wanhopige Hermann moet in de bunker blijven. Deniz keert terug naar zijn kantoor om daar eenzaam te sterven.
Marion staat nog steeds op het ontmoetingspunt met de baby in haar armen, wetende dat Hermann niet meer zal komen.
Terwijl de naderende planetoïde, die al in de lucht te zien is, op het punt staat te raken, blijft ze haar pasgeboren baby in haar armen houden en kijkt ze naar de vliegroute van de planetoïde. Het laatste shot toont een ontspannen glimlach op haar gezicht.
Iedereen in Europa die nog niet in een bunker zit, zal sterven door de inslag van de planetoïde.
De uiteindelijke inslag van de planetoïde en de onmiddellijke gevolgen van de inslag worden niet meer getoond.

## Achtergrond
Na het voltooien van de 78-daagse filmopnames in Berlijn, Brandenburg en Beieren, ontving het productiebedrijf Neuesuper de groene filmpas van de Filmcommissie Hamburg Sleeswijk-Holstein voor aantoonbaar milieubewuste opnames.
De release was oorspronkelijk gepland voor eind 2018. In augustus 2018 werd echter aangekondigd dat de serie zou worden uitgesteld tot begin 2019 vanwege tal van andere series die op Sky starten.
Om de serie te adverteren, plaatste Sky op 22 februari 2019, d.w.z. acht dagen voor de eerste uitzending, paginagrote advertenties in de stijl van de betreffende krant op de voorpagina van verschillende roddelbladen zoals Hamburger Morgenpost, Berliner Kurier, tz en Express. De kop was de dreigende impact van een planetoïde in acht dagen. De reclame is zo ontworpen dat op het eerste gezicht de indruk moet worden gewekt dat het een echte aankondiging was.
Deze serie is nu beschikbaar op Lionsgate+ en Viaplay in Nederland.

## Prijzen en nominaties
Deutscher Filmmusikpreis 2019
- Award in de categorie Beste Musik im Film (David Reichelt).[7]

Deutscher Schauspielpreis 2019
- Nominatie in de categorie Nachwuchs (Luisa-Céline Gaffron)[8]